# Hermann Wislicenus

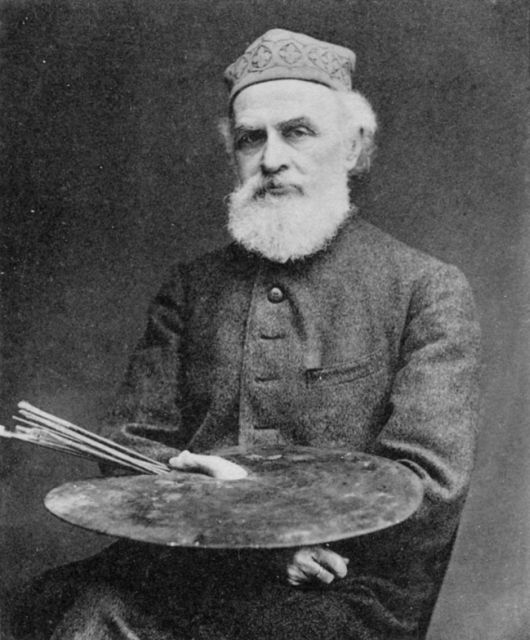
Hermann Wislicenus um 1895

Hermann Wislicenus (* 20. September 1825 in Eisenach; † 25. April 1899 in Goslar) war ein deutscher Maler.

## Leben und Wirken
Wislicenus war ein Sohn des Wilhelm Eduard Wislicenus. Er hat in Eisenach die Zeichenschule besucht, ging 1844 auf die Kunstakademie in Dresden und wurde später Schüler Eduard Bendemanns, dann Schnorrs. Sein erstes Bild Überfluss und Elend wurde für die Dresdener Galerie angekauft (Karton im Museum in Leipzig). 1853 begab er sich mit einem Reisestipendium nach Italien, wo er sich in Rom besonders an Peter von Cornelius anschloss und das dortige Kunstschaffen der Nazarener kennenlernte. Er widmete sich mit Vorliebe der allegorischen Historienmalerei.
Nach seiner Rückkehr ließ er sich in Weimar nieder und eröffnete ein großes Atelier. 1862 malte er unter anderem die Weimarer Schlosskapelle aus. Er übernahm 1865, nach dem Ausscheiden von Johannes Niessen die Klasse der Aktmalerei an der Großherzoglich-Sächsische Kunstschule. Bis 1868 arbeitete Wislicenus hier und wurde sowohl vom Kritikern, als auch vom Publikum geschätzt. Im Frühjahr 1868 folgte er einem Ruf als Professor für Historienmalerei an die Akademie in Düsseldorf.
Dort formierte sich eine Mehrheit gegen die Berufung Wislicenus’, der als Vertreter einer idealistischen und preußisch-nationalromantischen Kunstauffassung bekannt war. Viele Schüler und Professoren, auch Eduard Bendemann, der Inhaber des Lehrstuhls für Historienmalerei bis 1867, unterstützten für die Berufung in dieses für die Akademie profilbildende Lehramt Wilhelm Sohn, einen Künstler der realistischen Richtung sowie Neffen des verstorbenen Akademie-Professors Karl Ferdinand Sohn. Die Ernennung von Wislicenus wurde schließlich  „wider Willen und das Wissen des Lehrerkollegiums“ vom preußischen Kultusministerium durchgesetzt. Gegen sie, gegen den Einfluss des preußischen Regierungsbeamten Hermann Altgelt und gegen die eingetretene Machtverschiebung innerhalb der Düsseldorfer Akademie erhoben sich am 23. Juni 1869, im Jahr des fünfzigjährigen Jubiläums ihrer Neugründung, 38 Künstler in einem Protestbrief an die Adresse des Kultusministeriums, der in der Presse veröffentlicht und landesweit diskutiert wurde.
Neben seinem Lehrauftrag schuf Wislicenus wichtige Arbeiten wie Die vier Jahreszeiten oder Die Lurlei. Viele dieser Arbeiten sowie sämtliche Studien von Wislicenus wurden beim Brand der Düsseldorfer Akademie im März 1872 vernichtet und mussten deshalb nochmals ausgeführt werden, etwa das Bild Germania auf der Wacht am Rhein. Wislicenus fertigte auch den Entwurf für den Puttenfries am Stegmannschen Haus in Weimar.

## Zyklus im Kaisersaal der Pfalz zu Goslar
1877 erhielt Wislicenus den ersten Preis in der Konkurrenz um die Ausmalung des Kaisersaals in der Pfalz zu Goslar mit Gemälden aus der deutschen Kaisergeschichte und -sage, deren Ausführung ihn bis 1890 beschäftigte. Mit Unterstützung seines Schülers Franz Weinack malte er den Saal mit Bildern aus, die das Kaisertum der Hohenzollern in die Tradition der römisch-deutschen Kaiser stellen. Das größte Bild in der Mitte des Saales zeigt die Apotheose des Kaisertums: Zentral im Bild reitet Wilhelm I., hinter ihm, ebenfalls zu Pferd, sein Sohn und Thronfolger Friedrich Wilhelm. Zur Linken Wilhelms stehen zwei junge Frauen in langen, hellen Gewändern, die Lothringen und das Elsass verkörpern. Beide tragen ihre Hauptkirche, den Dom von Metz und das Straßburger Münster, in den Händen. Zur Rechten Wilhelms steht Bismarck, der Baumeister des neuen Reiches.
Auf der linken Seite des Bildes sind die deutschen Fürsten zu sehen, ganz vorn der Bayernkönig Ludwig II., der Wilhelm eine Krone reicht. Auf der rechten Seite des Bildes sitzen die Gemahlinnen Wilhelms I. und seines Sohnes, Augusta und Victoria. Der dort stehende Junge ist der spätere Kaiser Wilhelm II.
Über der Szene schweben im Himmel Kaiser des Heiligen Römischen Reichs, darunter Friedrich I. Barbarossa. Die Mutter Wilhelms I., Königin Luise, schwebt ihm von oben mit einer Krone entgegen.
Die an der langen Westwand und an den Schmalseiten im Norden und Süden um das größte Wandgemälde gruppierten Wandbemalungen entsprechen sich thematisch, passend zur Symmetrie des Saales.
Auf der Schmalseite im Süden ist das Märchen von Dornröschen dargestellt. Es soll hier symbolisieren, dass das alte Reich 1806 nicht untergegangen ist, sondern in einen langen Schlaf fiel und durch die Reichsgründung 1871 wiedererweckt wurde. Gegenüber auf der Schmalseite im Norden ist Friedrich I. Barbarossa zu sehen, wie er mit einem Schwert in der Hand dem Kyffhäuser entsteigt. Rechts oben in der Ecke fliegt ein Adler, der die Raben verjagt. Auf dem Bild trägt Friedrich I. die Gesichtszüge Wilhelms I. und blickt auch in dessen Richtung.
Weiterhin auf der Südseite: Sturz der Irminsul durch Karl den Großen 772. Gegenüber auf der Nordseite: Luther vor Karl V. auf dem Reichstag zu Worms 1521.
Auf der Westseite links vom großen Gemälde:
- Krönung Heinrichs II. und seiner Gemahlin Kunigunde durch Papst Benedikt VIII. im Jahre 1014
- Heinrich III. führt den abgesetzten Papst Gregor VI. gefangen über die Alpen. Mit im Zug geht Hildebrand, der spätere Papst Gregor VII.
- Heinrich IV. Eigentlich war an dieser Stelle eine Darstellung des Gangs nach Canossa geplant, die aber schließlich nur in einem der kleineren, einfarbigen Bilder ausgeführt wurde.

Auf der Westseite rechts vom großen Gemälde:
- Friedrich I. Barbarossa bittet Heinrich den Löwen um Unterstützung bei seinem fünften Italienzug (Kniefall von Chiavenna, 1176), Heinrich der Löwe weigert sich
- Friedrich I. Barbarossa in der Schlacht bei Iconium während des Dritten Kreuzzuges in Kleinasien
- Friedrich II., auf diesem Bild hat sich Wislicenus, der ein Bewunderer Friedrichs II. war, auch selbst dargestellt

## Familie
Hermann Wislicenus heiratete am 2. Februar 1852 Ida (geborene Roederer) und hatte mit ihr mindestens vier Kinder darunter drei Söhne:
- Georg Wislicenus (1858–1927), Admiralitätsrat und Marineschriftsteller
- Max Wislicenus (17. Juli 1861 – 1957), Maler und Kunstgewerbler[5] ⚭ seit 1894 mit der Kunststickerin Else (geborene Freudenberg; * 23. November 1866).[6]
- Hans Wislicenus (3. Dezember 1864 – 13. Dezember 1939), Bildnis- und Figurenmaler ⚭ seit 1896 mit der Bildhauerin Lilli (geborene Finzelberg; 5. November 1872 – 14. Dezember 1939).[7]

Im Alter von beinahe 74 Jahren starb Wislicenus 1899 in Goslar. Seine sterblichen Überreste wurden auf seinen Wunsch hin im Gothaer Krematorium eingeäschert. Danach wurde die Asche nach Düsseldorf gebracht und dort an der Seite seiner Frau Ida beigesetzt (vermutlich auf dem Düsseldorfer Nordfriedhof). Der Sohn Max Wislicenus ließ 1948 die Urnen seiner Eltern nach Goslar überführen, wo sie am 17. September auf dem Alten Friedhof Goslar erneut beigesetzt wurden.

## Werke (Auswahl)
- Der Kampf des Menschen mit den Elementen 1867 (Goethestiftung, Weimar)
- Abundantia und Miseria (Überfluss und Elend, Kreidezeichnung, auch als Ölgemälde ausgeführt)
- Der Prometheus-Mythus (Aquarell 114 × 250 cm)

Kartons
- Götterbacchanal, zu einem Deckengemälde für ein Haus in Leipzig
- Entwurf zu einem Wandbild für die Schlosskapelle in Weimar

Wandbilder
- Engelskonzert, Apsisbild in der Schlosskapelle im Weimarer Stadtschloss (1868/69, 1968 übermalt, ab 2010 freigelegt)[9]

Ölbilder
- Die Nacht, für den Großherzog,
- Die Phantasie, von den Träumen getragen, für den Grafen Adolf Friedrich von Schack (Schack-Galerie)
- Die vier Evangelisten, für die Grabkapelle der Großfürstin Maria Paulowna in Weimar
- Die vier Jahreszeiten (in der Berliner Nationalgalerie)
- Germania auf der Wacht am Rhein (1873/1874)
- Die Lurlei

Zeichnungen
- Ruhmeshalle deutscher Dichter und Die Deukalionische Flut (im Museum zu Weimar)
- Prometheussage (im Museum zu Leipzig)
- Brutus’ Urteilsspruch, Die Mutter der Gracchen und Szenen aus der Geschichte des Herkules (Römisches Haus (Leipzig))

Gedruckte Werke
- Hermann Wislicenus (Hrsg.): Die Wandgemälde im Kaiserhaus zu Goslar. Julius Brumby, Goslar 1923 (archive.org).

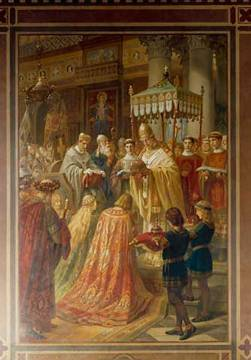
Krönung Heinrichs II. in Rom
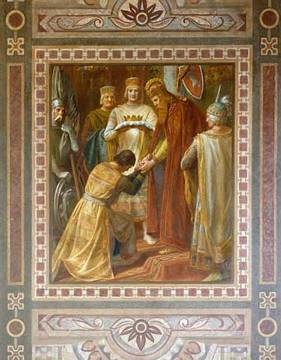
Barbarossa überträgt seinem Sohn die Regierungsvollmacht
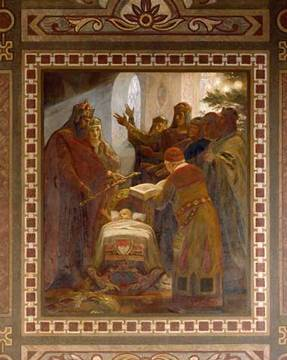
Die Fürsten huldigen Heinrich IV.
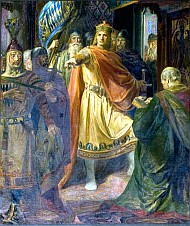
Konrad III. spricht Heinrich dem Stolzen Bayern ab
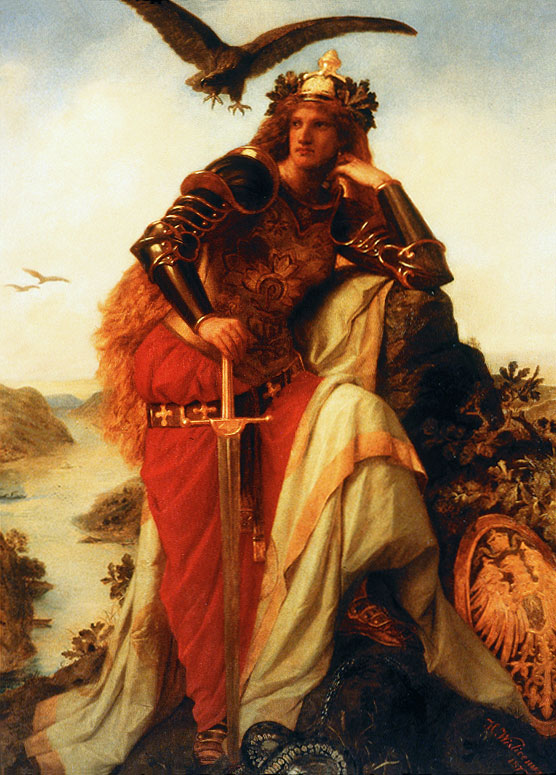
Germania auf der Wacht am Rhein

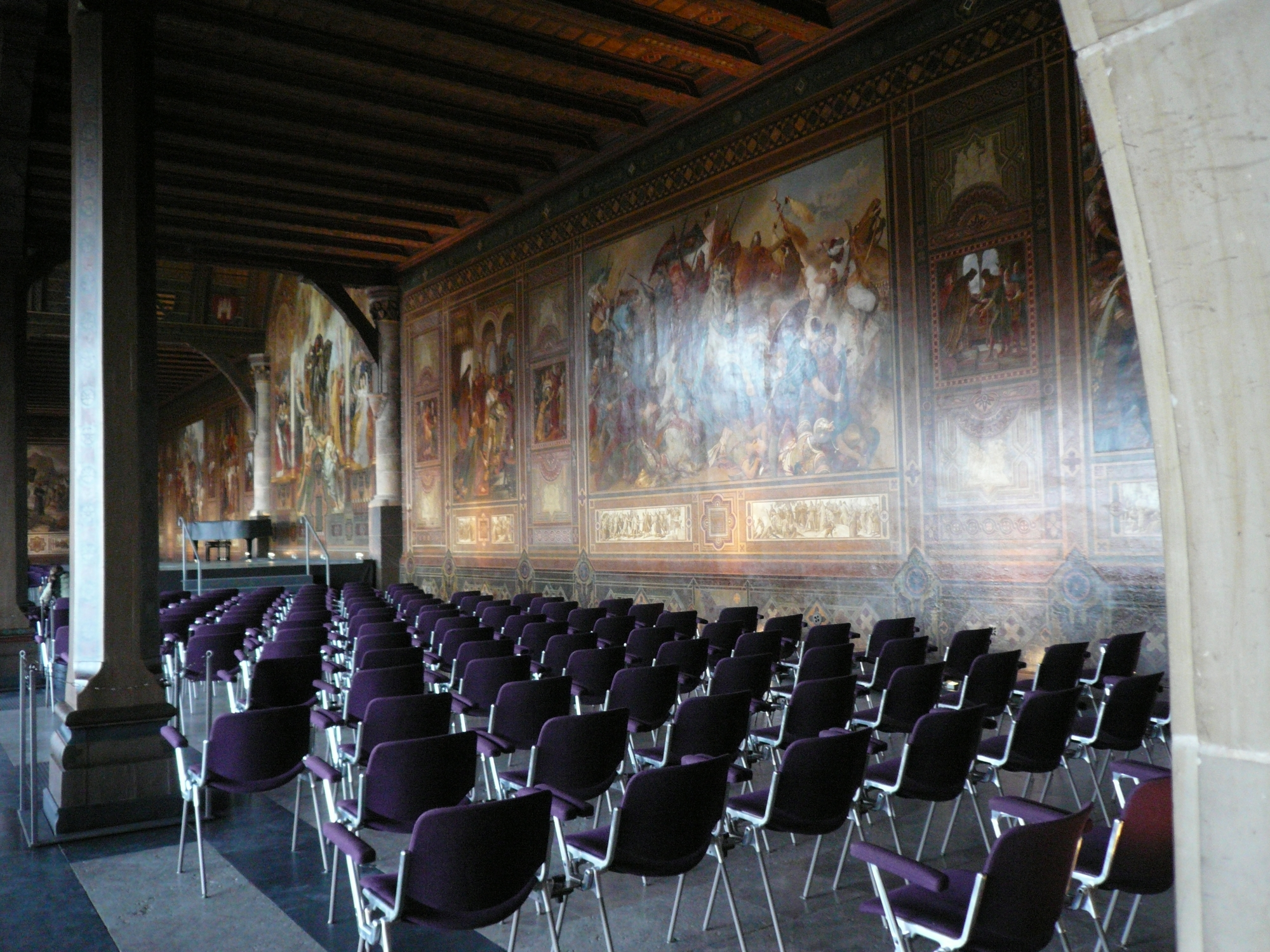
Der Kaisersaal
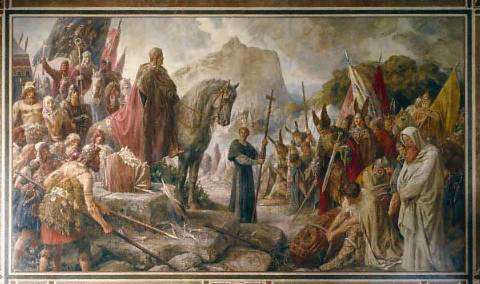
Karl der Große fällt die Irminsul
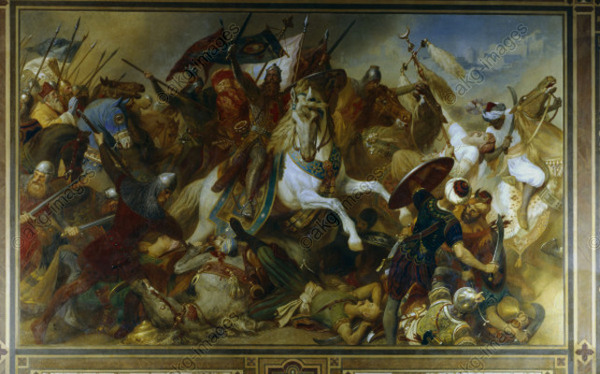
Barbarossa in der Schlacht von Iconium
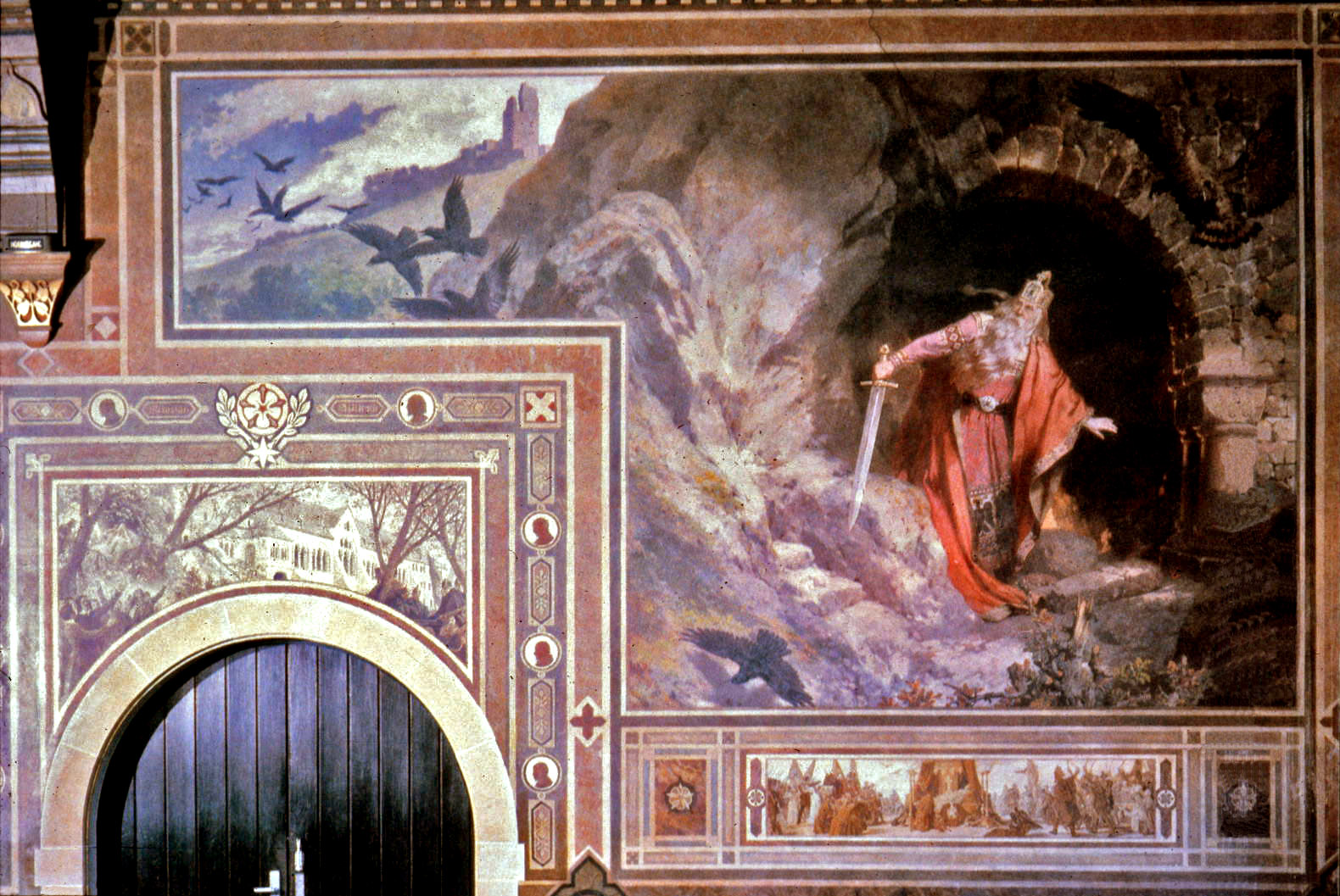
Barbarossas Erwachen
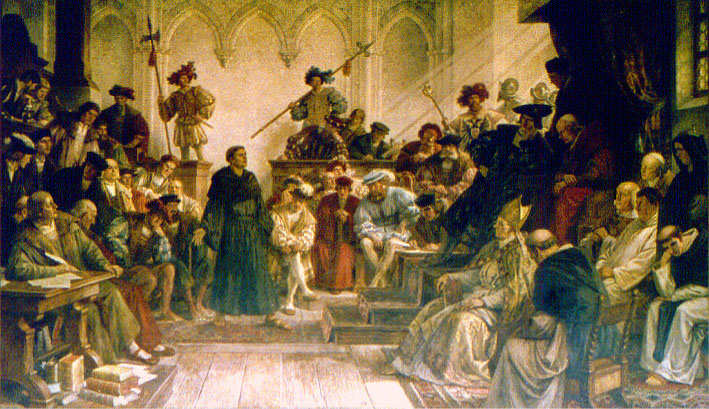
Luther vor Kaiser Karl V. auf dem Reichstag zu Worms 1521
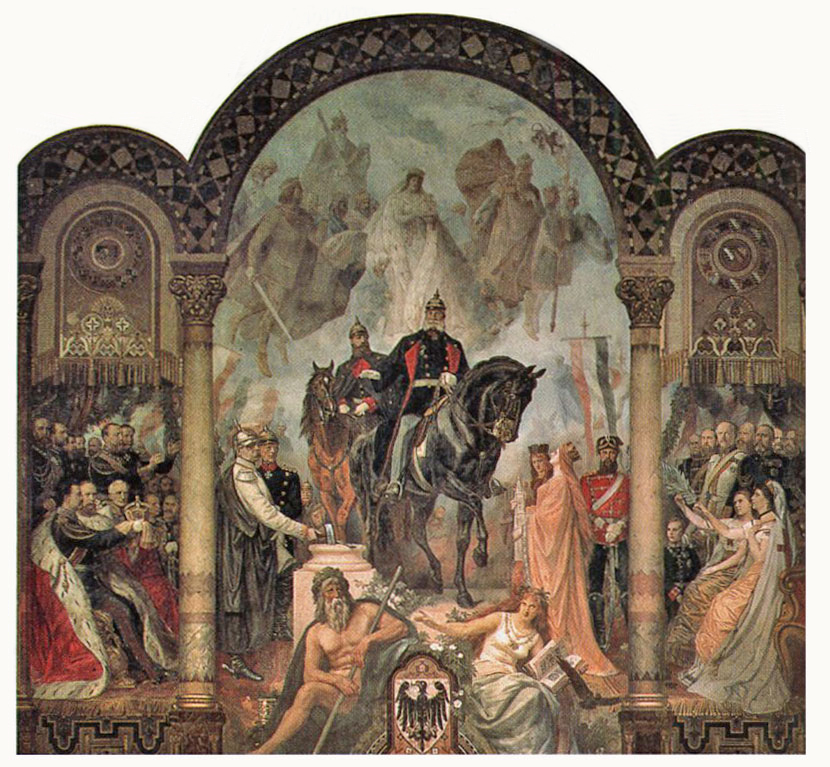
Apotheose des Kaisertums

## Ehrungen
Die Städte Goslar und Ludwigshafen am Rhein benannten ihm zu Ehren jeweils eine Straße.